# Roberto Jesus Reis
Roberto de Jesus Ferreira dos Reis, conhecido como Roberto Jesus Reis, é um escritor, actor e editor  português, entre outras outras actividades que desenvolve. 
Nasceu na ilha do Faial  a 18/11/1967, uma vez que o seu pai, guarda-fios da empresa CTT - Correios e Telecomunicações de Portugal, estava deslocado em serviço naquela  ilha. 
Toda a sua familia é originária da Ilha de São Miguel Açores.

## Biografia
Roberto Jesus Reis, depois de deixar o Faial, viveu na freguesia de Capelas -  ilha de São Miguel; na freguesia dos Biscoitos - Ilha Terceira, na Freguesia de São Roque - Ponta Delgada - Ilha de São Miguel.
Frequentou o Seminário Colégio Santo Cristo (mais tarde Semináriio Santo Cristo) e o Seminário Maior  de Angra do Heroísmo.
Foi professor de educação musical na Escola Preparatória da Praia da Vitória - Ilha Terceira - Açores  
É Mestre em Estudos de Língua Portuguesa, pela Universidade Aberta  
É licenciado em Educação -  Educação e Leitura, pela Universidade Aberta.
É Técnico Sénior da empresa CTT - Correios de Portugal.
É sócio fundador da associação Solidaried'arte, onde também é actor residente do grupo de teatro ETCena da mesma associação.

## Percurso

### Obras publicadas

#### Poesia
- "Gota" - Edição de Autor (1989)
- "Ilhéu Navegante" - Edições Esgotadas (2011)
- "por baixo dos pés" - Seda Publicações - poesia  (2024)

Participação em colectâneas
- "Os Açores nos versos dos seus poetas" Colectânea - Organização Olegário Paz. Letras Lavadas (2020)
- "Sorrisos de Pedra - 31 variações sobre desenhos de Judy Rodrigues" - (Colectânea de textos de prosa e poesia) Organização José Efe. Seda Edições (2021)
- "Um Quarto de Janela Virada ao Mar " - Edições Vieira da Silva (2023)

## Cinema
- Participou no filme "O Livreiro de Santiago" de Zeca Medeiros com produção de Tiago Rosas Pode ser visto aqui - RTP Play]

## Teatro - como actor
- "O Principe com Orelhas de Burro" - Grupo de Teatro ETCENA da associação Solidaried'arte
- "Revista Batata com Pimenta ...na racha" - Grupo de Teatro ETCENA da associação Solidaried'arte
- "Há um cadáver na dispensa"  - Grupo de Teatro ETCENA da associação Solidaried'arte
- "As Iludências Aparudem" - Grupo de Teatro ETCENA da associação Solidaried'arte
- "Mito e O Grito" - Projecto de Fernando Franco
- "Minas e Armadilhas" - Projecto de Fernando Franco  [Ver aqui]